# Manzanares Arena
El Manzanares Arena es un pabellón deportivo del municipio de Manzanares, España. Es el lugar dónde juega sus partidos de Primera División de fútbol sala el Quesos Hidalgo Manzanares FS.

## Historia
El pabellón se empezó a construir en julio del 2022. El día 23 de septiembre de 2023 es estrenado en el encuentro de Primera División de fútbol sala que enfrentó al Quesos Hidalgo Manzanares FS y al Tudelano Ribera Navarra. La inauguración está prevista para diciembre de 2023, ya que aún faltan por terminarse los accesos.

## Eventos
Aquí se juegan los partidos de Primera División de fútbol sala del Quesos Hidalgo Manzanares FS

## Datos
Tiene una capacidad de 1800 espectadores.
Dispone de más de 600 plazas de estacionamiento.
Pista de parquet.